# Mike Themsen
Mike Kofod Themsen (født d. 1. marts 2006) er en dansk fodboldspiller, der spiller som midtbanespiller for Superligaklubben Randers FC .

## Klub karriere

### Randers FC
Themsen er opdraget i FC Nordsjælland, inden han i sommeren 2020 skiftede til FC Helsingør som U15-spiller. Forud for sæsonen 2023–24 skiftede den 17-årige Mike Themsen til Randers FC, hvor han blev en del af klubbens U-19-trup. 
Den 23. februar 2024 sad Themsen for første gang på bænken for Randers FC i Superligaen.  Han måtte dog vente til den 7. april 2024 med at få sin debut, da Themsen blev skiftet ind i den danske Superliga kamp, hvor han kom fra bænken for at erstatte Noah Shamoun mod Hvidovre IF .  
Den 3. juni 2024 bekræftede Randers, at Mike Themsen havde skrevet under på en ny 3-årig kontrakt, så aftalen udløb nu med udgangen af juni 2027. 

## Eksterne links
- Mike Themsen profil på Soccerway